# Josef Pirnbacher
Josef Pirnbacher ist ein ehemaliger österreichischer Skispringer.

## Werdegang
Pirnbacher, der für den SC Fieberbrunn startete, gab sein internationales Debüt im Rahmen des Skisprung-Continental-Cups in der Saison 1994/95. Bereits in seiner ersten Saison erreichte er mit 128 Punkte Rang 71 in der Gesamtwertung. Am 6. Januar 1995 startete er in Bischofshofen auf der Paul-Außerleitner-Schanze zu seinem ersten und einzigen Springen im Skisprung-Weltcup. Mit Rang 37 verpasste er die Punkteränge jedoch knapp. Im Sommer 1995 startete er beim Skisprung-Grand-Prix. Auch hier erreichte er in den vier Springen insgesamt 89 Punkte und damit am Ende Rang 68 der Grand-Prix-Gesamtwertung.
Nach seiner Karriere war er unter anderem Mitarbeiter und Trainer beim Bundessport- und Freizeitzentrum am Kitzsteinhorn.

## Erfolge

### Grand-Prix-Platzierungen
| Saison | Platz | Punkte |
| ------ | ----- | ------ |
| 1995   | 68.   | 089    |

### Continental-Cup-Platzierungen
| Saison  | Platz | Punkte |
| ------- | ----- | ------ |
| 1994/95 | 74.   | 126    |